# 植野恵美子
植野 恵美子（うえの えみこ、1957年9月3日 - ）は、大阪府寝屋川市出身のバドミントン選手である。

## 経歴
高校時代インターハイシングル、ダブルス、団体の三冠達成をはじめ数々のタイトルを獲得。
1975年〜1976年の全日本総合選手権大会ダブルス優勝。
1977年ロンドンのウェンブレーにて全英オープン選手権ダブルス優勝･スウェーデンのマルメにて世界選手権ダブルス優勝。
1978年東京にて国際バドミントン競技大会ダブルス優勝等々バドミントンの世界一流プレーヤーとして国際的に活躍。
現在はヨネックス所属のアドバイザー及びプレーヤーとして活躍中。もうひとつの顔として介助犬やセラピー犬のトレーナーとして関西介助犬協会に所属している。また、オフィスキイワード所属のタレントとしても活躍している。